# Heckler & Koch HK4
HK4 je njemački džepni pištolj kojeg je proizvodila tvrtka Heckler & Koch. Osnova HK4 pištolja bio je pištolj Mauser HSc, a imao je modularnu cijev. Nazvan HK4 zato što može koristiti četiri različita kalibra, samo mijenjanjem cijevi. To je ujedno i prvi proizvedeni pištolj ove tvrtke. Projektiran je 1967. godine, a 1968. je počela serijska proizvodnja koja je trajala do 1984. godine. Tijekom tog vremena proizvedeno je oko 38.000 primjeraka tog pištolja. Serijski brojevi od 10001 do 36550 bili su proizvedeni za komercijalne svrhe i prodaju, a dvanaest tisuća za njemačku policiju i vladine agencije (serijski brojevi od 40001 do 52400).